# Sinningia piresiana
Sinningia piresiana là một loài thực vật có hoa trong họ Tai voi. Loài này được (Hoehne) Chautems miêu tả khoa học đầu tiên năm 1990.